# Thunderclap Newman
Thunderclap Newman var ett brittiskt "one-hit-band", bildat år 1969. Gruppen bestod av sångaren John "Speedy" Keene, gitarristen Jimmy McCulloch och Andy Newman på keyboard. År 1969 släppte de singeln "Something in the Air" som blev en stor framgång. Samma år släpptes albumet Hollywood Dream, som trots lysande recensioner inte blev någon större kommersiell stor framgång. Albumet producerades av Pete Townshend från The Who (Keene tidigare hjälpt till i den gruppens produktioner). På grund av albumets dåliga framgångar bröt gruppen upp samma år, en kortlivad karriär för en musikgrupp.
Låten "Something in the Air" förekommer i filmen The Magic Christian med Peter Sellers och Ringo Starr.
Gitarristen Jimmy McCulloch ingick 1974–1977 i Paul McCartneys band Wings.

## Diskografi
Album
- Hollywood Dream (1969)
- Beyond Hollywood!! (2010)

Singlar
- "Something in the Air" / "Wilhelmina" (1969) (#1 på UK Singles Chart)
- "Accidents" / "I See It All" (1970)
- "The Reason" / "Stormy Petrel" (1970)
- "Wild Country" / "Hollywood" (1970)